# Poul Abrahamsen
Poul Abrahamsen (20. august 1924 – 17. november 2021) var en dansk atlet, medlem af Gullfoss og Københavns IF, og i slutningen af 1940'erne blandt de bedste sprintere i Danmark.
Abrahamsen startede med at blive meldt ind i Sønderbro, der var en lille Amagerklub, men skiftede snart til bedre forhold i Idrætsforeningen Gullfoss, og kom senere til storklubben KIF, hvor han fem gange mellem 1948-1950 blev Danmarksmester i stafet. Han kom også på landsholdet og var med, da det danske stafethold i 1948 satte nationsrekord og for første gang slog Finland.
Abrahamsen, som var jøde og talte jiddisch, var meget engageret i den jødiske idrætsforening Hakoah, hvor han startede som håndboldspiller, og hvor han sad i foreningens bestyrelse og blev leder i håndboldafdelingen. Senere blev han formand for foreningen og var primus motor for De Europæiske Maccabimesterskaber i København i 1974.
Abrahamsen blev 19 år gammel tvunget på flugt under jødeaktionen. Den 1. oktober 1943 flygtede han fra Vedbæk over Øresund til Sverige i en robåd. Efter krigen kom han hjem med Den Danske Brigade og startede i konfektionsbranchen, hvor han senere fik sit eget agentur, Poul A og In Fashion.

## Danske mesterskaber
- Guld 1950 4 x 100 meter
- Guld 1950 4 x 400 meter
- Guld 1949 4 x 100 meter
- Guld 1949 4 x 400 meter
- Guld 1948 4 x 100 meter

## Personlige rekorder
- 100 meter: 11,1 1949
- 200 meter: 22,8 1949
- 400 meter: 51,5 1952